# Língua burushaski

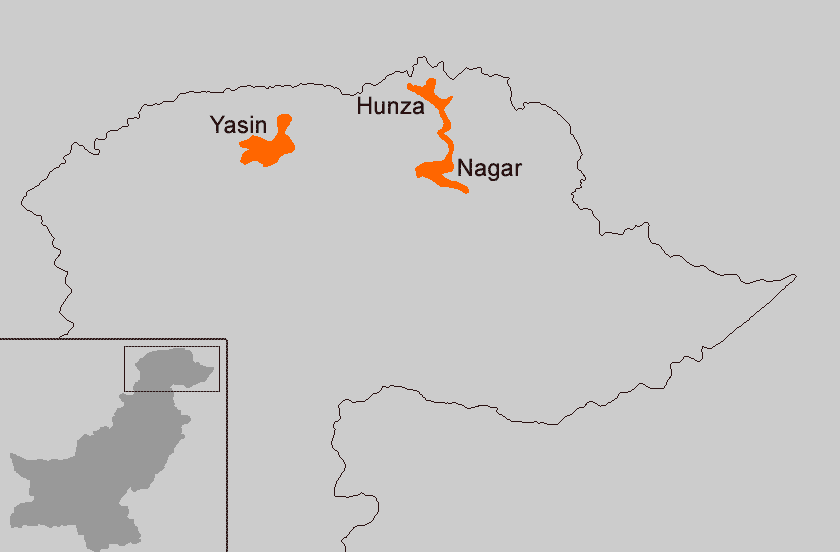
Região de Gilgit-Baltistan, no Paquistão, mostrando Hunza, Nagar, e vales Yasin.

Burushaski ou mišāski, como é conhecidos pelos falantes desta é uma  língua isolada que se encontra principalmente na região do norte da índia e norte do Paquistão. Possuindo vários dialetos geograficamente separados entre si.

## Sobre a Língua
Conhecido por seus falantes como mišāski ou 'minha língua', Burushaski é falado principalmente na Hunza, Nagar, e vales Yasin situado na região de Gilgit-Baltistan (anteriormente conhecido como as Áreas do Norte) do Paquistão. Não há registros oficiais sobre o número total de falantes burushaski. Com base na comunicação pessoal com os falantes nativos de Burushaski em diferentes regiões, o estudo estima que o número total de Burushos (falantes da língua Burushski) no Paquistão para ser em torno de 100.000. Há importantes diferenças dialetais entre Yasin variedade (Werchikwar), por um lado, e Hunza e Nagar, por outro. Hunza e Nagar vales estão situados no Distrito Hunza-Nagar, e Yasin vale está situado no Distrito Ghizer de Gilgit-Baltistan. Cerca de 300 falantes de Burushaski viver em Srinagar, capital de verão de Jammu e Caxemira, na Índia. Esta variedade, que se separou da variedade Nagar em 1890-1, é uma variedade distinta de Burushaski evidenciando diferenças sistemáticas com outras variedades.
Burushaski é falado em uma casa de região para falantes de várias famílias linguísticas: Indo-iranianos, tibeto-Burman, e Altaic. Tem sido muito influenciado por línguas como o persa, árabe, urdu, Khowar, Shina, Wakhi, Balti e Kashimiri. Quase todos os Burushos (falantes de língua Burushaski) são bilíngües em sua língua nativa e pelo menos uma das outras línguas regionais, por exemplo, o Urdu indo-ariana, Shina, Kashmiri, e Khowar, eo Balti tibeto-Burman. Entre estes, urdu tem um estatuto especial na medida em que é a língua franca da região e da língua de alfabetização. Assim como os falantes de outras línguas minoritárias, dominância de Urdu resultou em um forte impulso para a maioria dos Burushos mudar para urdu. Como resultado, muitos Burushos gerações mais jovens só têm uma proficiência receptivo em burushaski. Com mais meios de mobilidade, mais e mais pessoas optaram por se deslocar para cidades maiores para educação e emprego. Como resultado, elas mudam a usar Urdu como língua principal. Assim, o conhecimento imperfeito da língua é muito comum e fluência em Burushaski entre a segunda e terceira geração está em um rápido declínio. Falta de apoio institucional e de homogeneização cultural através da educação e mídia também contribuiu muito para uma unidade para mudança de idioma.
Porque a linguagem é principalmente preservada oralmente e alfabetização na primeira língua é praticamente inexistente, a sobrevivência das diferentes variedades de Burushaski está fortemente ameaçada. A linguagem tem uma tradição muito rica narração de histórias que ainda está para ser totalmente explorado. Burushaski também se orgulha de uma tradição florescimento de ginã / cássida e Nauha que são gêneros de poesia religiosa nos Mulsims da região e em grande parte resultado do contato linguístico e cultural com urdu e persa. Burushos muitos manifestaram a necessidade forte para a documentação e preservação de Burushaski literatura oral que é temido para ser perdidos quando a atual geração mais velha passa longe.
Até recentemente, Burushaski raramente foi escrito. Uma série de textos foram escritos por falantes nativos para pesquisadores usando uma versão do alfabeto urdu. O alfabeto fonético internacional (IPA) e do alfabeto romano também foram usados para escrever textos no idioma.
O sistema fonético de Burushaski inclui dez vogais (oposição em qualidade e comprimento) e 36 consoantes (incluindo retroflexes e aspirados sem voz). Ele tem tons fonológicos. A morfologia substantivo simples está em contraste com a morfologia verbo complexo. Nominais partes do discurso não são claramente delimitados. Declinação é representado por dois casos, nominativas e ergativo-oblíqua, que são concretizadas por posposições. Uma série de substantivos ocorre somente com prefixos possessivos indicam pessoa, número, classe e do possuidor (a-rin , "minha mão"; mu-rin , "a mão") de acordo com quatro classes: homens, mulheres, animais e alguns objetos e outros objetos e conceitos. O verbo tem duas hastes temporais às quais se adicionaram marcadores prefixal, suffixal, e infixal de pessoa, classe, número e (do sujeito e os objetos diretos e indiretos): gu-REC-am , "Eu te vi"; mu -REC-uman ", que a viu." Tanto nominativas e construções de frases ergativo são usados. O vocabulário contém loanwords muitas das línguas Dardic e urdu, o que contribuiu um grande número de Persianisms e Arabisms

## Classificação

Localização no Paquistão

Burushaski é uma língua cuja proposta linguística classificação e afiliações genéticos têm sido controversos. Muitos estudos sobre Burushaski lidam com a tentativa de traçar suas origens lingüísticas (cf. Toporov 1970-1971, 1991-1998 Bengston, Tuite 1998, Casule 1998-2009, entre outros). Por exemplo, de acordo com Bengtson, Burushaski que pertencem a uma "Macro-Caucasic" família sob a "dene-caucasiana" macrophylum (Bengston 1991-1998) - um ramo, proposto transcontinental que consiste em basco, as línguas faladas no Daguestão, North-West línguas caucasianas, Na-Dene, e burushaski. Casule (1998-2009) tentou derivar ligações entre indo-europeu, mais especificamente o seu ramo de Paleo-Balkanic, e burushaski. Nenhum desses estudos fornecem evidência conclusiva de uma relação genética entre Burushaski e um idioma existente até agora.Portanto, a língua ainda é considerado um linguística isolar. 
Outras línguas designadas como isolados de idioma são basca, a língua dos Kets Yenesian, o Niwch ea linguagem Yukaghir. A maioria dessas línguas são faladas em regiões de linguo-ecológica de risco e chegaram a um limiar a partir do qual a perspectiva da morte da  linguagem pode ser percebida.

## Dialetos
Existem três principais variedades regionais (dialetos) de Burushaski, viz. Hunza, Nagar e Yasin burushaski. Grandes diferenças são observadas entre a variedade Yasin (também chamado de "Werchikwar"), por um lado e as variedades Hunza e Nagar, por outro. Os dois últimos, onde as diferenças são menos impressionantes, são requeridas para ter descendido de que teria sido uma única variedade em algum ponto. Diferenças dialetais são observadas principalmente no léxico e fonologia, mas também na morfologia e sintaxe.

## Classes de substantivos
Há uma interessante característica don Burushaski: há quatro classes de substantivos, similares a classe de declinação da línguas indo-europeias, sendo, porém essas classes nominais associadas a quatro gêneros gramaticais:
- m = homens, deuses e espíritos
- f = mulheres e espíritos
- x = animais, substantivos contáveis
- y = abstrações, substantivos não contáveis, fluidos

A abreviatura "h" vale para a combinação das classes M e F, enquanto que "hx" vale para as classes M, F e X; Os substantivos da classe X são para contáveis para algo não humano como animais, árvores, frutas, pedras, ovos, moedas, etc. A classe Y engloba além das abstrações massas como água, fogo, arroz, neve, lã, areia, etc.
Como era de se esperar, essas regras não são universais - objetos contáveis podem estar na classe Y, assim como, Ha- Casa. Palavras relacionadas podem sutilmente alterar os seus significados quando usados em classes diferentes - por exemplo, Bayu , quando na classe X, significa sal em pedra, mas quando na classe Y significa sal em pó. As árvores de fruta são entendidas coletivamente e colocado na classe Y, mas seus frutos individuais pertencem à classe X . Alguns objetos feitos de materiais específicos podem pertencer a classes X ou Y: pedra e madeira estão na classe X , mas metal e couro na classe Y. 
Variam conforme a classe e concordam com o substantivos os artigos, adjetivos, numerais e outros atributos.

 -[Ltc]
-[Omniglot]
-[TheFreeDicionary]
-[BurushaskiResearchaAcademy]
-[Ethnologue]